# Жарликольський сільський округ
Жарлико́льський сільський округ (каз. Жарлыкөл ауылдық округі, рос. Жарлыкольский сельский округ) — адміністративна одиниця у складі Цілиноградського району Акмолинської області Казахстану. Адміністративний центр — село Жангизкудук.
Населення — 2626 осіб (2021; 2776 у 2009, 2957 у 1999, 3059 у 1989).
Станом на 1989 рік існували Красноярська сільська рада (села Жангизкудук, Красноярка) та сільська рада імені Маншук Маметової (село Маншук). 1993 року ці сільради утворили Красноярський сільський округ. 2000 року зі складу округу виділено Маншуцький сільський округ. 2018 року Красноярський сільський округ отримав сучасну назву.

## Склад
До складу округу входять такі населені пункти:
| Населений пункт   | Колишні назви | Населення, осіб (1989) | Населення, осіб (1999) | Населення, осіб (2009) | Населення, осіб (2021) |
| ----------------- | ------------- | ---------------------- | ---------------------- | ---------------------- | ---------------------- |
| Жангизкудук, село | -             | 2093                   | 1991                   | 1883                   | 1758                   |
| Жарликоль, село   | Красноярка    | 966                    | 966                    | 893                    | 868                    |